# Zaakakúrie
Zaakakúrie (en rus: Заакакурье) és un poble de l'óblast d'Arkhànguelsk, a Rússia, segons el cens del 2012 tenia 73 habitants.